# Лактаційна криза
Лактаційний криз (інколи, помилково голодний криз) — це ситуація, коли об'єм молока, яке виробляється молочними залозами матері, тимчасово не відповідає потребам дитини у зв'язку із її швидким ростом у різні періоди розвитку.[джерело?] Типово виникає на 4-ому тижні, а також на 3, 7, 12 місяцях лактації. Цей криз також є зворотнім.[джерело?]

## Патогенез
Рідкі та короткі годівлі за режимом та відсутність нічних годувань призводять до переповнення грудей, як наслідок до зменшення лактації через Інгібіторний фактор — це речовина білкової природи, яка є в молоці і виводиться разом з молоком. За відсутності адекватного виведення молока інгібіторний фактор накопичується у молочній залозі, пригнічуючи подальше утворення молока. При своєчансому виведенні молока з залози виводиться і інгібіторний фактор, отже, утворення молока посилюється. Ось чому молочна залоза працює також за принципом: запит — пропозиція.

## Ознаки кризи
- Виділення незначної кількості концентрованої сечі (сечовиділень у дитини менше, ніж 12 але більше від 6 на добу)

Увага: якщо в дитини сечовипускань менше ніж 6 в добу (для перших місяців життя) дитина ослаблена, в'яла це ознака сильного зневоднення і потребує негайної допомоги. Дитя або хворе, або не отримує молока за рахунок дії інших факторів. Годування «по колу» + стискання грудей по Ньюмену + дуже часті годування — інколи цього достатньо, інколи потрібні зціджування, а інколи й догодовування додатковим молоком.

- Недостатнє збільшення маси тіла дитини (менше 500 г за 1 місяць або 125 г за тиждень, або 20-30 г на добу (для перших 3-4 місяців)).

## Причини
Похибки в техніці годування:[джерело?]
1. неправильне прикладання до грудей
2. відсутність нічного годування
3. великі інтервали між годуваннями
4. не досить тривалі годування
5. використання смочків і пляшечок для догодовування
6. «допоювання» дитини
7. неправильне введення прикорму

### Чинники, пов'язані зі станом матері
1. фізична втома
2. невпевненість
3. хвилювання і стресові ситуації
4. негативне ставлення до грудного годування і до дитини
5. приймання деяких ліків (зокрема, сечогінних)
6. застосування гормональних контрацептивів
7. голодування (низькокалорійна дієта)
8. хвороба
9. паління
10. приймання гормональних контрацепривів[джерело?]

## Лікування
Важливо розуміти і усвідомлювати, що це зворотній процес.
1. виправити прикладання дитини до грудей
2. збільшити частоту годувань неменше 10-12 разів на добу (якщо дитина дуже спокійна і спить по 3-3,5 години, потрібно будити її кожні 1 — 1,5 години і пропонувати груди) (молоко потрібно постійно прибирати з грудей, щоб швидше утворювалося нове)
3. обов'язкові нічні годування (з 3 по 8 год. мінімум 3 прикладання)
4. не давати дитині імітаторів соска (драчка, соску)
5. не використовувати накладки на сосок для годування
6. не обмежувати час дитини біля грудей
7. виключно грудне вигодовування (без допоювання та догодовування) в перші 6 місяців
8. під час кожного годування давати обидві молочні залози. Наступне годування розпочинати з залози, яка була останньою
9. правильне введення пригодовування (на 5-6 місяці)
10. зробити тест на мокрі пелюшки: порахувати мокрі пелюшки тепер і через декілька днів, коли збільшиться кількість молока
11. постаратися з'ясувати для себе причину, що призвела до нестачі молока, і усунути її
12. забезпечити повноцінний відпочинок на декілька днів (ніякої важкої роботи, домашніх прибирань, приготувань їжі тощо). Якщо дитина заснула, подрімати разом з нею
13. постаратись зберігати душевну рівновагу, не хвилюватись і відкласти усі сумніви на потім. Сконцентрувати свої думки на дитині
14. Практикувати тісний контакт з дитиною (постаратись знаходитись з нею в ліжку не менше 12 годин).
15. Використовувати методи стимуляції окситоцинового рефлексу
  1. Психологічна підготовка:
    - створити затишну, спокійну атмосферу в кімнаті (включіть приємну, спокійну музику, засвітити ароматичну лампу);
    - за можливості усунути або зменшить больові відчуття;
    - заспокоїтися, сконцентрувати свої думки на дитині.

  2. Практична підготовка:
    - якщо є можливість — здійснити тісний контакт з дитиною («шкіра до шкіри» або «очі в очі»);
    - випити теплий напій (заспокійливий чай з меліси, неміцний солодкий чай, компот, фруктовий сік тощо);
    - зігріти молочну залозу (прийняти досить теплу ванну, теплий душ, зробити ванночку для молочних залоз на 10 хвилин або прикласти теплий компрес);
    - простимулювати соски легким потягуванням і покручуванням їх пальцями;
    - зробити легкий, обережний масаж молочної залози по колу, а потім у напрямку від основи до соска;
    - попросити помічника, зробити масаж спини протягом 2-3 хвилин (сісти, нахилившись вперед, скласти руки перед собою на столі і покласти на них голову. Груди повинні знаходитись у вільному стані, має бути зручно, розслабити м'язи шиї і спини. Помічник спочатку здійснює поглажування шиї і спини, потім розтирання і розминання до появи легкого почервоніння. Рухи виконують знизу вверх за током лімфи. Завершують масаж поглажуваням і натисканням на біологічно активні точки які розташовані на відстані 2см по обидві сторони від хребта);
16. Переглянути свій раціон харчування: він повинен бути збалансованим, містити достатню кількість повноцінного білка тваринного походження, кількість рідини повинна бути до 2 л за добу.
17. Якщо виконання перерахованих заходів не дало за 2-3 дні бажаного результату, необхідно долучити зціджування молока з обох молочних залоз після кожного годування. При потребі догодовувати цим молоком дитину з ложечки, шприца або піпетки.
18. Можна пити за 15 хвилин до годування лактогенні чаї:
  - мелісу, кропиву, материнку змішують у рівному співвідношенні. Заварюють 1 ст. ложку суміші 2 склянками окропу. П'ють по1/2 склянки 2-3 рази на добу.
  - насіння кропу 1 ст. ложку заливають склянкою окропу і настоюють 1 годину. П'ють по 2 ст. ложки 3 рази на добу за 30 хвилин до їди.
  - насіння анісу 2 чайні ложки заливають склянкою окропу і настоюють 1 годину. П'ють по 2 ст. ложки 3 рази на добу.
  - горіхове молоко — ефективний засіб для поліпшення якості молока. 100 г горіхів перетирають з 25 г цукру і заливають 0,5 л кип'ячого молока, настоюють 2 години. Приймають по1/3 склянки за 20 хвилин до кожного годування.
  - свіжо приготований морквяний сік приймають по ½ склянки 2-3 рази на добу. Для покращення смаку можна додати молоко, мед, фруктово-ягідні соки (1-2 ст. ложки на 1 склянку соку.

## Профілактика
1. часте прикладання дитини до грудей не рідше ніж що 1.5-2 год.
2. слідкування за правильністю прикладання до грудей;
3. не обмежувати час дитини біля грудей, забирати груди після того як дитина їх відпустила;
4. не давати імітатора соска;
5. вільний одяг, не тісний бюстгальтер;
6. Нічні годівлі мінімум 2 (з 3 год. — 8 год).
7. максимум уникання стресових ситуацій;
8. розумне фізичне навантаження;
9. виключно грудне вигодовування (без допоювання та догодовування) в перші 6 міс.;
10. правильне введення пригодовування;
11. практикувати тісний контакт з дитиною (намагатись знаходитись з нею в ліжку не менше 12 годин).[джерело?]